# Gronau, Nordrhein-Westfalen
För andra betydelser, se Gronau.
Gronau (Westfalen), officiellt förkortat Gronau (Westf.), Gronau in Westfalen, är en stad i västra Tyskland, belägen i Kreis Borken i Regierungsbezirk Münster i förbundslandet Nordrhein-Westfalen. Staden hade 50 151 invånare år 2023. Gronau är en av de större städerna i området.